# Joe Klöpper
Joe Klöpper (* 6. März 2002) ist ein deutscher Fußballspieler.

## Karriere
Nach seinen Anfängen in der Jugend des SV Concordia Emsbüren, des FC Eintracht Rheine, des SC Spelle-Venhaus und von Preußen Münster, für die er auch 18 Spiele in der B-Junioren-Bundesliga bestritt, wechselte er im Sommer 2019 in die Jugendabteilung des SV Meppen. Dort wurde er zu Beginn der Saison 2021/22 in den Profikader der Meppener in der 3. Liga aufgenommen.
Am 19. März 2022, dem 31. Spieltag, kam er beim 0:0-Auswärts-Unentschieden gegen den 1. FC Magdeburg zu seinem Profidebüt, als er in der 90. Spielminute für Leon Kugland eingewechselt wurde.